# Eliel Saarinen
Pour les articles homonymes, voir Saarinen.
Gottlieb Eliel Saarinen, né le 20 août 1873 à Rantasalmi, Finlande et mort le 1er juillet 1950 à Cranbrook, Michigan, États-Unis, est un architecte finlandais célèbre pour ses constructions de style Art déco au début du XXe siècle,.

## Jeunesse
Fils de pasteur, Eliel Saarinen passe une partie de son enfance en Ingrie. La proximité de Saint-Pétersbourg lui donne une expérience urbaine.
 
Eliel souhaite être peintre, vocation renforcée par ses visites à l'Ermitage. Il obtient son baccalauréat en 1893 puis il étudie à l'Institut polytechnique d'Helsinki.

## Carrière en Finlande

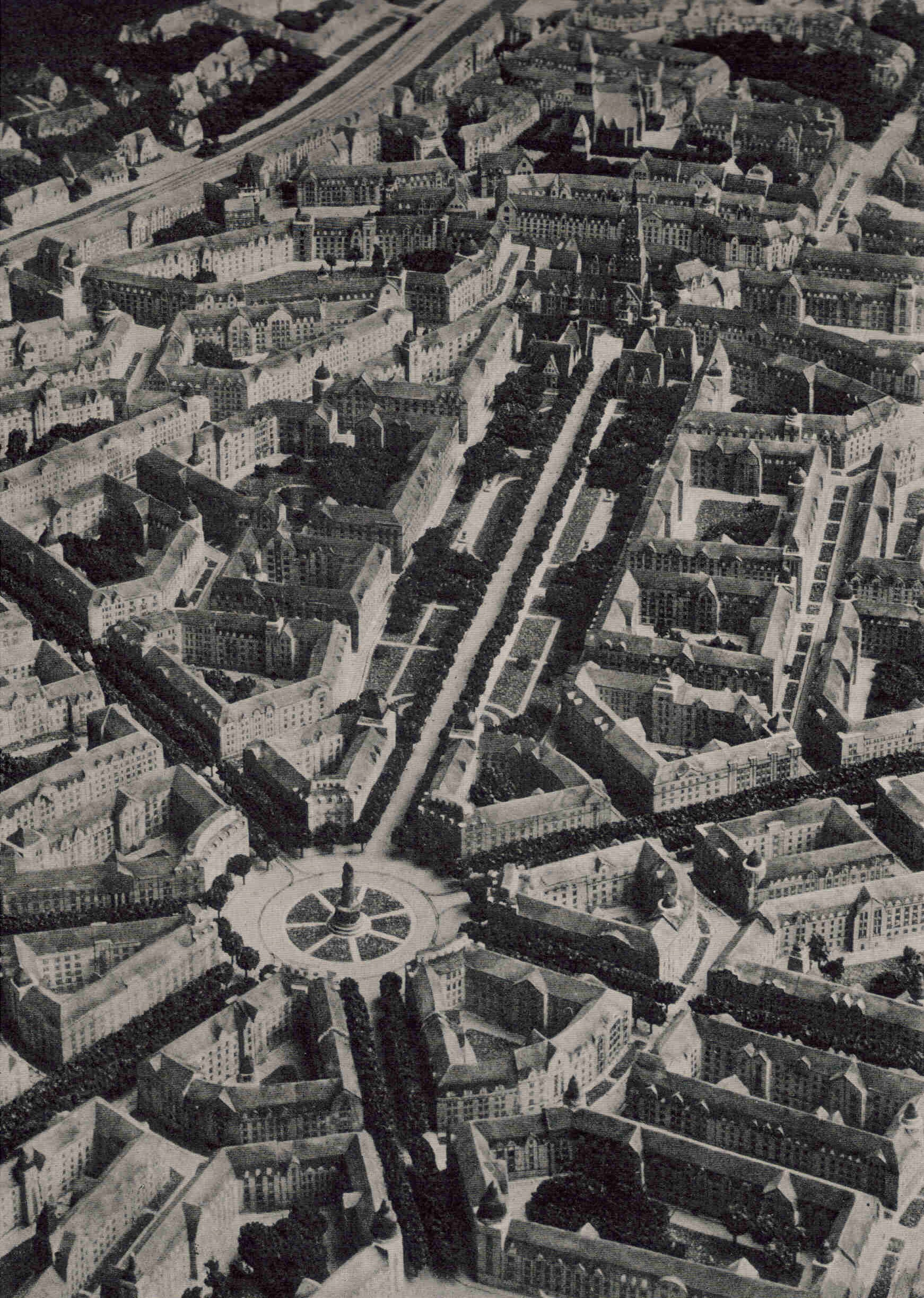
Plan du projet de quartier de Munksnäs-Haga par Saarinen.

De 1896 à 1905, il travaille avec Herman Gesellius et Armas Lindgren pour leur cabinet d'architecte Gesellius-Lindgren-Saarinen. En 1905, Armas Lindgren quitte le cabinet et Eliel et Herman Gesellius collaborent jusqu'en 1907.

Le premier ouvrage majeur de ce cabinet est le Pavillon finlandais de la Exposition universelle de 1900. leur ouvrage montre une convergence extraordinaire d'influences stylistiques: l'architecture finlandaise en bois, le style néogothique,et le Jugendstil.
 
Le style de Saarinen sera plus tard appelé style romantique national dont l’œuvre culminante est la Gare centrale d'Helsinki conçue en 1904, construite en 1914. 
De 1910 à 1915, il travaille sur le projet d'urbanisme de Munksnäs-Haga dont il écrira un livre. En janvier 1911, il est consultant en planification urbaine pour la ville de Reval, en Estonie. Puis il est invité à conseiller la ville de Budapest. En 1913, il est classé premier dans le concours pour son plan de la ville de Reval.
En 1917-1918 Saarinen travaille sur le plan d'urbanisme du grand Helsinki.
Il dessine aussi les billets de Mark finlandais distribués en 1922.

## Carrière aux États-Unis
Eliel Saarinen émigre aux États-Unis en 1923 après avoir obtenu la deuxième place au concours d'architecture de la Tribune Tower à Chicago. Sa tour ne sera pas construite à Chicago mais sera entièrement réalisée par la construction du JPMorgan Chase Building à Houston.
Saarinen s’installe d'abord à Evanston dans l'Illinois où il travaille sur le plan de développement du bord du lac de Chicago. En 1924, il est professeur associé de l'Université du Michigan.
En 1925, George Gough Booth lui demande de concevoir le campus de la Cranbrook Kingswood School, qui devait être l'équivalent américain de l'école du Bauhaus en Allemagne. Saarinen y enseigne et devient le président de la Cranbrook Academy of Art en 1932.
Ray Eames et Charles Eames seront ses étudiants et collaborateurs.

## Prix et récompenses
- 1919, titre de Professeur
- 1932, Docteur honoris causa, Université d'Helsinki
- 1934, Docteur honoris causa, Université technologique d'Helsinki
- 1933, Docteur honoris causa, Institut de technologie de Karlsruhe
- 1933, Docteur honoris causa, Université du Michigan
- 1940, Docteur honoris causa, Université Harvard
- 1940, Docteur honoris causa, Université de Cambridge
- 1947, Médaille d'or de l'AIA
- 1948, Docteur honoris causa, Drake University
- 1948, Docteur honoris causa, Université de Des Moines
- 1950, Médaille d'or royale pour l'architecture

## Vie familiale
Saarinen divorce de sa première épouse Mathilde qui se marie alors avec Herman Gesellius. Le 6 mars 1904, Saarinen se remarie avec la sculptrice Louise Gesellius qui est la plus jeune sœur de Herman Gesellius. Ils auront en 1905 une fille Eva-Lisa Pipsan et en 1910 un fils Eero Saarinen .
Son fils, Eero Saarinen (1910–1961), est également un grand architecte et l'un des chefs de file du Style international.

## Quelques œuvres
| Ouvrage                                                 | Lieu                       | terminé | Image |
| Pavillon finlandais de l'exposition universelle de 1900 | Paris                      | 1900    |       |
| Hvitträsk                                               | Kirkkonummi                | 1902    |       |
| Villa Miniato                                           | Espoo                      | 1902    |       |
| Villa Eka                                               | Espoo                      | 1903    |       |
| Musée national de Finlande                              | Helsinki                   | 1904    |       |
| Gare d'Helsinki                                         | Helsinki                   | 1909    |       |
| Mairie de Lahti                                         | Lahti                      | 1911    |       |
| Maison des concerts                                     | Kotka                      | 1907    |       |
| Gare de Viipuri                                         | Viipuri                    | 1913    |       |
| Mairie de Joensuu                                       | Joensuu                    | 1914    |       |
| Église Saint-Paul de Tartu                              | Tartu                      | 1917    |       |
| Palais de Marbre                                        | Helsinki                   | 1918    |       |
| Maison de retraite de Munkkiniemi                       | Helsinki                   | 1920    |       |
| Palais de la musique de Kleinhans                       | Buffalo                    | 1940    |       |
| First Christian Church (en)                             | Columbus                   | 1942    |       |
| Cranbrook Community                                     | Bloomfield Hills, Michigan | 1940    |       |
| Des Moines Art Center                                   | Des Moines, Iowa           | 1948    |       |
| Christ Church Lutheran (en)                             | Minneapolis                | 1949    |       |